# 钟复光
钟复光（1903年—1992年），女，四川江津人，中国政治人物，中国民主建国会中央委员会原常务委员，第三届全国人大代表，第五、六届全国政协委员。

## 家庭
丈夫施复亮，儿子施光南。